# شرمسار
شرمسار فیلمی به کارگردانی اسماعیل کوشان محصول سال ۱۳۲۹ می‌باشد.
فیلمبرداری این فیلم در اردیبهشت ۱۳۲۹ در جاجرود با ضبط صحنه‌های روستایی و صحنه‌های داخلی تماما با ساخت دکور در چهل روز انجام شده است. اکران این فیلم در ۶ دی ۱۳۲۹ در سینماهای رکس و متروپل انجام شده است.

## داستان
مریم دختر روستایی که نامزدی به نام احمد دارد، از جوانی شهری به نام محمود فریب می‌خورد. مریم از ترس رسوایی آوارهٔ شهر می‌شود. بعد کارش به خوانندگی می‌کشد و به زودی شهرت و محبوبیت زیادی به دست می‌آورد. یکبار دیگر محمود برابر مریم قرار می‌گیرد و به وسیله احمد که همه جا در تعقیب مریم است به قتل می‌رسد. پس از سال‌ها مریم و احمد در روستای خود با یکدیگر ازدواج می‌کند.